# 丝路，重新开始的旅程
《丝路，重新开始的旅程》是中国中央电视台2013年推出的一部纪录片，2013年9月2日晚在中国中央电视台综合频道首播。《丝路，重新开始的旅程》立项于2010年，最初的计划是展示丝绸之路的历史，但摄制组后来决定改为呈现当代丝绸之路上普通人的奋斗故事。纪录片讲述了56个人物的故事，共分八集，每集50分钟，跨越中国、吉尔吉斯斯坦、巴基斯坦、印度、土耳其、阿联酋、卡塔尔、意大利八个国家。

## 拍摄
此纪录片在2010年获得立项。2010年时一位中共中央高层领导出访土耳其，在土耳其看到了该国拍摄的一部丝绸之路纪录片的片花。这位高层感到疑惑：为什么中国人没有拍一部丝绸之路的纪录片。中央电视台和日本放送协会之前曾合拍《丝绸之路》（1980年）和《新丝绸之路》（2006年），但中方只负责中国境内的拍摄，中国境外的拍摄均由日方完成。随后，中国中央电视台文化专题部接到任务，拍摄一部以丝绸之路为题材的纪录片。
摄制组原本的计划是拍一部展示丝绸之路古代文化的纪录片。为此，摄制组收集了历史、考古、宗教、民族等资料，光是电子书就有一百多本，字数达到千万量级。摄制组还向研究丝绸之路的中外学者林梅村、荣新江、吴芳思等人多次请教。摄制组初步的思路是，按照断代史的思路制作这八集纪录片。2011年7月，此片正式开机，摄制组的编导们带着机器离开北京收集素材。然而，当回到北京之后相互交流的时候，他们却发现自己对丝路上所见到的当代故事、人物更感兴趣。央视领导批准摄制组改变拍摄方向，2012年初摄制组正式转向，改为拍摄一部反映丝绸之路当代面貌的纪录片。导演陈晓卿后来透露，做这个决定时历史部分的七百个镜头图已经完成绘制，摄制组已经做好了拍摄计划：借鉴美剧，让中央电视台主持人出演历史人物，王小丫扮演公主，毕福剑出演商人，撒贝宁、柴静等饰演战争中的阵亡士兵。
摄制组共用了一年多时间，在中国、吉尔吉斯斯坦、巴基斯坦、印度、土耳其、阿联酋、卡塔尔、意大利拍摄。为拍摄和田玉的开采，摄制组爬上海拔4,500米的高山，五天之内经历了“从夏到冬”的天气变化，一位年轻导演还因高原反应和胃出血住进医院。在巴基斯坦北部拍摄时，由于恐怖组织刚刚在那里杀了人，当地政府派人带着AK47保护摄制人员。三年时间里，他们一共积累了超过四万分钟的素材，最后剪辑为8集50分钟的纪录片，平均每集1,100个镜头。与此前两部纪录片《丝绸之路》、《新丝绸之路》不同，《丝路，重新开始的旅程》着眼当前，讲述丝路上普通人的故事，以“丝路上的追梦人”为中心。摄制组拍摄时采访了一百多位人物，但最后出现在纪录片中的只有56人。纪录片的摄制组共二十余人。项目由中国中央电视台投资，预算是每分钟2万元人民币。
2013年8月21日，中央电视台纪录频道在北京举办看片会。9月2日，《丝路，重新开始的旅程》在中央电视台综合频道晚十点四十分的《魅力纪录》首播。此片的首播选在习近平出访中亚四国前夜，9月3日习近平开始了对土库曼斯坦、哈萨克斯坦、乌兹别克斯坦和吉尔吉斯斯坦的访问。

## 内容
《丝路，重新开始的旅程》讲述了现今丝绸之路上56个人的奋斗故事。除了远嫁中东的国际象棋选手诸宸，绝大多数主人公都是默默无闻的普通人，例如在昭苏草原学习游牧的重庆人张昱、闯荡意大利的中国模特王诗晴、在西安求学的土耳其男青年阿福、在洛阳建造寺庙的泰国工匠奈、喀喇昆仑公路的客车司机王建平、立志学习“达瓦孜”的维吾尔少年阿里木。纪录片展示了这些人温暖、光明的励志故事。纪录片跨越中国、吉尔吉斯斯坦、巴基斯坦、印度、土耳其、阿联酋、卡塔尔、意大利八个国家。

### 剧集列表
1. 远方 不熄的梦想
2. 跨越 每个人的帕米尔
3. 驿站 接续的道路
4. 传承 寻找传统的力量
5. 召唤 诸神的旅行
6. 探索 在世界的两极
7. 别离 向东向西
8. 汇聚 世界之城

## 评价
纪录片采用同步展开、穿插叙事的方式，往往是一个故事尚未讲完便切入下一个，第二个故事没讲完的时候有切了回去。中央电视台纪录频道总监刘文称，这是国际化的叙事方式，节奏明快，充满跳跃，信息的密度大为提高。但这种叙事手段也引起了争议。中央电视台制片人颜占领认为此片的“故事种子”很好，但是“发芽后，长势一般，收成总量虽有，颗粒却不够生动饱满，不过偶有野生的果子掺杂其间，给人瞬间的鲜亮”。制片人于继勇认为，通过讲述故事来打动人，需要故事有一定的体量；《丝路，重新开始的旅程》的故事偏散，体量有缺陷，打动人很难。
2013年12月4日，在搜狐网和鲁迅文化基金联合举办的第一届鲁迅文化奖颁奖盛典上，《丝路，重新开始的旅程》获年度纪录片奖。2014年6月13日，《丝路，重新开始的旅程》在上海电视节上国家新闻出版广电总局举办的“第二届优秀国产纪录片及创作人才扶持项目表彰活动”中与其他七部纪录片共同被评为优秀国产纪录片长片。